# Гватемалска револуција
Гватемалска револуција (шп. Revolución de Guatemala) био је период у историји Гватемале од народног устанка, који је 1944. свргнуо диктатора Хорхеа Убика, до државног пуча 1954, који су потпомогле Сједињене Америчке Државе, а који је свргнуо демократски изабраног председника Хакоба Арбенза. Овај период је такође називан Десет година пролећа истичући једине године представничке демократије у Гватемали од 1930. до краја грађанског рата 1996. Током овог раздобља спроведене су бројне друштвене, политичке, а нарочито аграрне реформе које су биле од огромног утицаја широм Латинске Америке.
Од краја 19. века до 1944. Гватемалом је управљао низ ауторитарних владара који су настојали да ојачају привреду подржавајући извоз кафе. Између 1898. и 1920. године, Мануел Естрада Кабрера одобрио је значајне уступке United Fruit Companyју, америчкој корпорацији која је трговала тропским воћем и одузимала задружна (заједничка) земљишта многим староседеоцима. Током диктаторског режима Хорхеа Убика, између 1931. и 1944. године, овај процес се убрзао завођењем полицијске државе и строгих прописа о раду.
У јуну 1944. године, популарни продемократски покрет, који су предводили студенти и радничке организације, приморао је Убика да поднесе оставку. На његово место постављена је трочлана војна хунта на челу са Федериком Пончеом Ваидесом. Ова хунта је наставила Убикову репресивну политику све док није свргнута у војном удару, који је у октобру 1944. предводио Хакобо Арбенза, догађају познатом и као „Октобарска револуција”. Вође државног удара образовале су хунту која је убрзо расписала слободне изборе. На њима је победио Хуан Хосе Аревало, прогресивни професор филозофије који је постао лице популарног покрета. Спровео је умерени програм друштвене реформе, попут успешне кампање описмењавања и углавном слободног изборног процеса — неписмене жене нису имале право гласа, а комунистичке партије су биле забрањене.
По завршетку Ареваловог председништва 1951, Хакобо Арбенз је изабран за председника. Прогресиван војсковођа из 1944. наставио је реформе Аревала и започео амбициозан програм реформе земље познат као Декрет 900. Необрађени делови великих земљишних имања експроприсани (развлашћени) су у замену за надокнаду и прерасподељени пољопривредницима који су погођени сиромаштвом. Отприлике 500.000 људи користило је овај декрет. Већина њих су били домороци, чији су поседи отуђени након шпанске инвазије. Арбензова политика погодила је United Fruit Company која је изгубила део необрађене земље. United Fruit Company је лобирала код америчке владе за свргавање Арбенза, а Стејт департмент се одазвао приређивањем државног удара под изговором да је Арбенз комуниста. Карлос Кастиљо Армас преузео је власт на челу војне хунте, изазвавши грађански рат у Гватемали. Рат је трајао од 1960. до 1996, током кога је америчка војска подржавала геноцид над домородачким народима Маја и кршење људских права над цивилима.

## Позадина

### Почетак 20. века
Пре шпанске инвазије 1524, становништво Гватемале су биле искључиво Маје. Шпанско освајање је створило систем богатих европских земљопоседника који су надгледали радну снагу састављену од робова и дужничких радника. Међутим, задружна земљишта домородачког становништва остала су под контролом староседелаца све до краја 19. века. Тада је све већа глобална потражња за кафом учинила њен извоз значајним извором прихода за владу. Због тога, држава је подржала узгајиваче кафе доношењем закона који су одузели земљу индијанском становништву, као и ублажавајуће законе о раду како би се дужничка радна снага могла користити на плантажама.
United Fruit Company (УФЦ), са седиштем у САД, била је једна од многих страних компанија које су добиле власништво над великом површином и државне и задружне земље. Мануел Естрада Кабрера, председник Гватемале од 1898. до 1920. године, дозволио је ограничену синдикалност у сеоским пределима Гватемале, али је такође доделио додатне уступке УФЦ-у. Године 1922. створена је Комунистичка партија Гватемале. Партија је остварила значајан утицај међу градским радницима, а имала је мали домет међу руралним и индијанским становништвом. С Великом кризом 1929. економија је нагло пала, а незапосленост се повећала што је довело до немира међу радницима. У страху од могуће револуције, земљишна елита је подржала Хорхеа Убика, који је као покрајински гувернер изградио репутацију немилосрдности и ефикасности. Убико је победио на изборима који су уследили 1931. године и на којима је био једини кандидат.

### Диктатура Хорхеа Убика
Убико је давао изјаве подржавајући раднички покрет током кампање за председништво, али након његовог избора његова политика је убрзо постала ауторитарна. Укинуо је систем дуговања и заменио га законом о газдинству, који је захтевао да сви радно способни мушкарци који нису имали земљу изврше минимално 100 дана напорног рада. Поред тога, држава је користила неплаћену индијску радну снагу за рад на јавној инфраструктури, попут путева и железница. Убико је такође замрзнуо плате на веома ниским нивоима и усвојио закон којим је власницима земљишта омогућен потпуни имунитет од кривичног гоњења због било које радње коју су предузимали ради одбране своје имовине, акције коју су историчари описали као легализацију убиства. Снажно је ојачао полицијску силу, претворивши је у једну од најефикаснијих и најпромишљенијих у Латинској Америци. Полиција је добила већа овлашћења да пуца и затвара људе осумњичене за кршење закона о раду. Резултат ових закона био је да у њему створе огромну огорченост међу радницима у пољопривреди. Убико је био презирно старан према староседеоцима земље, једном изјавом да личе на магарце.
Убико је имао велико дивљење према фашистичким лидерима Европе, као што су Франциско Франко и Бенито Мусолини. Међутим, видео је Сједињене Америчке Државе као савезника против наводне комунистичке претње Мексику. Уложио је заједничке напоре да би добио америчку подршку; када су САД 1941. објавиле рат Немачкој и Јапану, Убико је следио ту тужбу и, поступајући по америчким упутствима, ухапсио све људе немачког порекла у Гватемали. Дозволио је САД да оснују ваздушну базу у Гватемали, са наведеним циљем заштите Панамског канала. Као и његови претходници, он је направио велике уступке United Fruit Company, доделивши јој 200 хиљада хектара јавног земљишта у замену за обећање о изградњи луке. Касније је компанију ослободио и те обавезе, позивајући се на економску кризу. Од свог уласка у Гватемалу, ЈФК је проширио своја имања тако што је преселио сељаштво и претворио своје пољопривредно земљиште у плантаже банана. Овај се процес убрзао са Убиком на власти, чија влада није учинила ништа да га заустави.

### Генерални штрајк јуна 1944.
Почетак Другог светског рата повећао је економске немире у Гватемали. Убико је одговорио тако жестоко оборивши било који облик протеста или неслагања. Током 1944. године избио је народни устанак у суседном Ел Салвадору, који је накратко срушио диктатора Максимилијана Хернандеза Мартинеза. Међутим, брзо се вратио на власт, што је довело до поплаве прогнаних револуционара Ел Салвадорија који су се преселили у Гватемалу. Ово се поклопило са низом протеста на универзитету у Гватемали (граду). Убико је одговорио суспендовањем устава 22. јуна 1944. Демонстранти, који су до овог тренутка поред студената и радника укључивали и многе припаднике средње класе, позвали су на генерални штрајк и изнели ултиматум сутрадан Убику, тражећи враћање устава. Такође су му уручили петицију коју је потписало 311 најистакнутијих грађана Гватемале. Убико је послао полицију да прекине протесте тако што је пуцао на њих и прогласио војни закон.

### Убико подноси оставку и именује привремену владу
Сукоби између демонстраната и војске трајали су недељу дана, током које је побуна добила на значају. Крајем јуна, Убико је поднео оставку Народној скупштини, што је довело до огромних прослава на улицама.
Оставка Убика није обновила демократију. Убико је именовао тројицу генерала, Федерика Понче Ваидеса, Едуарда Вилаграна Ариза и Буенавентура Пињеда, за хунту која ће предводити привремену владу. Неколико дана касније, Понче Ваидес је наговорио конгрес да га именује привременим председником. Понче је обећао да ће веома брзо одржати слободне изборе, док је истовремено сузбијао протесте. Слобода штампе је суспендована, самовољна притварања су настављена, а спомен-обележја погинулим револуционарима су забрањена. Међутим, протести су нарасли до тачке када их влада није могла зауставити, а рурална подручја су се такође почела организовати против диктатуре. Влада је почела да користи полицију како би застрашила домородачко становништво како би одржала хунту на власти предстојећим изборима. То је резултирало све већом подршком за оружану револуцију међу неким деловима становништва. До данас, војска је била разочарана хунтом, а напредњаци унутар ње почели су да планирају државни удар.
Алехандро Кордова, уредник часописа Ел Импарциал, главног опозиционог листа је убијен 1. октобра 1944. године. То је довело до тога да се завери војног пуча обраћају вођама протеста, у покушају да државни пуч претворе у народни устанак. Понче Ваидес најавио је изборе, али су их демократске снаге демантовале као превару, позивајући се на његове покушаје да их подеси. Понче Ваидес покушао је да стабилизује свој режим играјући се на међурасној напетости међу становништвом Гватемале. Најгласнија подршка револуцији била је од Ладиноса, или људи мешовитог расног или шпанског порекла. Понче Ваидес покушао је да искористи свој страх од Индијанаца плативши хиљадама аутохтоних сељака да марширају у Гватемалу (град) подржавајући га док им је он обећао земљу ако подрже либералну странку коју је Убико основао као почетак његове диктатуре.

## Октобарска револуција
До средине октобра, разне фракције про-демократског покрета покренуле су неколико различитих планова за свргавање хунте, укључујући наставнике, студенте и напредну војску. 19. октобра влада је сазнала за једну од тих завера.
Истог дана, мала група војних официра покренула је државни удар, који су предводили Франциско Хавиер Арана и Хакобо Арбенз. Иако су државни удар првобитно нацртали Арбенз и бојник Алдана Сандовал, Сандовал је превладао над Араном како би им се придружио; међутим, и сам Сандовал није учествовао у покушају пуча, уз разлог да је "изгубио живце". Сутрадан су им се придружиле друге војске и цивилно становништво. У почетку су битке ишле против револуционара, али након позива на подршку њихови чинови су били повећани од стране синдикалиста и студената, и на крају су покорили полицијске и војне фракције одане Понче Ваидесу. 20. октобра Понче Ваидес се безусловно предао.
Понче Ваидесу је било допуштено да безбедно напусти земљу, као и сам Убико. Војна хунта је замењена другом хунтом од три особе која се састоји од Арбенза, Аране и младића више класе по имену Хорге Ториељо, који је одиграо значајну улогу у протестима. Иако је Арана дошао у војну заверу релативно касно, његова мана је револуционарима довела моћну Гуардиа де Хонор (Частну стражу), а за ову пресудну улогу био је награђен местом на хунти. Хунта је обећала слободне и отворене изборе за председништво и конгрес, као и за конститутивну скупштину.
Оставку Понче Ваидеса и стварање хунте научници су сматрали почетком гватемалске револуције. Међутим, револуционарна хунта није одмах угрозила интересе земљишне елите. Два дана након оставке Понче Ваидеса, у малом индијском засеоку Патзициа избио је насилни протест. Хунта је одговорила брзом бруталношћу, утишавајући протест. Међу мртвим цивилима су биле жене и деца.

### Избор Аревала
Хуан Хосе Аревало Бермејо рођен је у породици средњег слоја 1904. године. Накратко је постао учитељ основне школе, а потом је стекао стипендију на универзитету у Аргентини, где је стекао докторат из филозофије образовања. У Гватемалу се вратио 1934. године и тражио место у Министарству просвете. Међутим, ускраћена му је позиција коју је желео и осећао се нелагодно под диктатуром Убика. Напустио је земљу и држао факултетски положај у Аргентини до 1944. године, када се вратио у Гватемалу. У јулу 1944. године формирана је Национална организација Реновацион, учитељска странка, а Аревало је проглашен њеним кандидатом. У неочекиваном порасту подршке, његову кандидатуру подржале су многе водеће организације међу демонстрантима, укључујући студентску федерацију. Његов недостатак повезаности с диктатуром и његовим академским пореклом обоје су радили у његову корист међу студентима и наставницима. У исто време, чињеница да је одлучио да оде у егзил у конзервативној Аргентини, а не револуционарни Мексико, уверила је власнике земљишта забринуте због социјалистичке или комунистичке реформе.
Следећи избори одржани су у децембру 1944. године и углавном су сматрани слободним и фер мада су гласали само писмени мушкарци. За разлику од сличних историјских ситуација, ниједан од чланова хунте није се кандидовао. Аревалов најближи изазивач био је Адриан Рецинос, чија је кампања обухватала бројне особе идентификоване са Убиковим режимом. Гласачки листићи су збројени 19. децембра 1944. године, а Аревало је победио добивши више од четири пута више гласова од осталих кандидата заједно.

## Председништво Аревала
Аревало је ступио на функцију 15. марта 1945. године, наслеђујући земљу са бројним социјалним и економским питањима. Упркос политици Убика да користи неплаћену радну снагу за изградњу јавних путева, унутрашњи превоз је био крајње неадекватан. 70% становништва је било неписмено, а неухрањеност и лоше здравље су били раширени. Најбогатија 2% власника земљишта поседовало је готово три четвртине пољопривредног земљишта, и као резултат тога мање од 1% је обрађено. Аутохтони сељаци или нису имали земље или су имали премало времена за уздржавање. Три четвртине радне снаге било је у пољопривреди, а индустрија у суштини није постојала.

### Идеологија
Аревало је своју идеологију идентификовао као " духовни социјализам ". Имао је уверење да је једини начин да се ублажи заосталост већине Гватемалаца било путем патерналистичке владе. Оштро се противио класичном марксизму и веровао је у капиталистичко друштво које је било регулисано тако да осигура да његове користи иду целокупном становништву. Аревалова идеологија огледала се у новом уставу који је гватемалска скупштина ратификовала убрзо након његове инаугурације, који је био један од најнапреднијих у Латинској Америци. Он је прописао изборно право за све, осим неписмених жена, децентрализацију моћи и одредбе за вишестраначки систем. Комунистичке партије су, међутим, биле забрањене. Устав и Аревалова социјалистичка идеологија постали су основа за велики део реформи које су покренули Аревало и (касније) Хакобо Арбенз. Иако ће америчка влада касније идеологију револуције приказати као радикалну комунистичку, она у ствари није представљала значајан помак лево и била је чврсто антикомунистичка. Економска визија Аревала за земљу била је усредсређена на приватна предузећа.

### Лабуристички покрет
Револуција 1944. године оставила је нетакнуте многе највеће противнике организованог рада, попут приземне елите и United Fruit Company. Револуција и избор Аревала ипак су означили значајан помак у богатству радничких синдиката. Протести из 1944. ојачали су раднички покрет до тачке у којој је Понче Ваидес престао да спроводи репресивни закон о ваграцији, који је укинут уставом из 1945. године. 1. маја 1945. године Аревало је одржао говор славећи организовани рад, уз огромно позитиван пријем. Слобода штампе загарантована новим уставом такође је скренула пажњу на бруталне услове рада у граду Гватемали. Од почетка су формирани нови синдикати у два табора, комунистички и они који то нису. Репресивна политика владе Убика потиснула је обе фракције у земљу, али су се оне поново појавиле након револуције.
Комунистички покрет је такође ојачан ослобађањем лидера које је затворио Убико. Међу њима су били Мигуел Мармол, Виктор Мануел Гутиерез и Грациела Гарсиа, неуобичајена по томе што је била жена у покрету у којем су жене обесхрабрене да учествују. Комунисти су се почели организовати у главном граду и основали школу за раднике, познату као Ескуела Кларидад, или Кларити Скул, која је подучавала читање, писање и такође помагала у организовању синдиката. Шест месеци након што је школа основана, председник Аревало је затворио школу и депортовао све вође покрета који нису били Гватемалци. Међутим, комунистички покрет је преживео, углавном доминацијом учитељског синдиката.
Одговор Аревала према некомунистичким синдикатима био је мешан. Он је 1945. године криминализовао све сеоске синдикате на радним местима са мање од 500 радника, што је укључивало већину плантажа. Један од ретких синдиката који је био довољно велик да преживи овај закон су били радници на бананама запослени у United Fruit Company. Овај синдикат је 1946. године организовао штрајк, што је изазвало Аревала да забрани све штрајкове до усвајања новог закона о раду. То је довело до напора послодаваца да зауставе радни кодекс, као и да искористе раднике колико год је било могућ́е пре његовог усвајања. Синдикати су такође оштећени кад је америчка влада наговорила Америчку федерацију рада да оснује Регионални међународни међународни орган организације (ОРИТ), унију која је заузела снажно антикомунистички став.
Упркос снажном противљењу, раднички синдикат је до 1947. успео да скупи довољно подршке да примора конгрес да донесе нови кодекс рада. Овај закон је у много чему био револуционарни; забранио је дискриминацију у висини плата на основу "старости, расе, пола, националности, верских уверења или политичке припадности." Створио је скуп здравствених и сигурносних стандарда на радном месту и стандардизовао радни дан од осам сати и радну недељу од 45 сати, иако је конгрес подлегао притиску плантаже лобија и изузео плантаже из ове одредбе. Кодекс је такође захтевао од власника плантажа да граде основне школе за децу својих радника и изразио је општу посвећеност "достојанственом" положају радника. Иако многе од одредби никада нису примењиване, стварање административних механизама за овај закон 1948. године омогућило је систематско спровођење неколико његових одредби. Закон у целини имао је огроман позитиван утицај о правима радника у земљи, укључујући повећање просечне зараде за фактор три или више.

### Спољни односи
Аревалова влада је покушала подржати и демократске идеале у иностранству. Једна од првих акција Аревала је била прекид дипломатских односа са владом Шпаније под диктатуром Франциско Франка. На две међуамеричке конференције у години након свог избора, Аревало је препоручио републикама у Латинској Америци да не признају и подржавају ауторитарне режиме. Ову иницијативу су поразиле диктатуре које су подржале Сједињене Државе, попут Сомоза Режима у Никарагви. Као одговор, Аревало је прекинуо дипломатске везе с владом Никарагве и владом у Доминиканској републици. Фрустриран недостатком резултата рада из друге латиноамеричке владе, Аревало је почео подржавати Карипску легију која је настојала да силом, ако је потребно, замени диктатуре демократијама широм Латинске Америке. То је довело до тога да су диктаторски владари у региону администрацију означили за комунистичку.
Аревалова влада је такође изнела и идеју централноамеричке федерације као јединог начина на који је демократска влада могла да опстане у региону. Приступио је неколицини лидера демократских централноамеричких земаља, али су га сви одбацили осим Кастањеде Кастра, председника Ел Салвадора. Двојица лидера започели су разговоре о изградњи уније и основали неколико комисија које ће разматрати то питање. Крајем 1945. најавили су формирање уније, али формализацију процеса су одложиле унутрашње невоље у обе земље, па је 1948. влада Кастра срушена у војном удару који је водио Оскар Осорио.

### Покушај пуча 1949.
Као војни официр највишег ранга у октобарској револуцији, Франциско Арана је предводио трочлану хунту која је формирала привремену владу након пуча. Противио се предаји власти цивилној влади, прво желећи да одложи изборе 1944. године, а потом да је поништи. У замену за дозволу Аревала да постане председник, Арани је додељено новостворено место "начелника оружаних снага", рангираног изнад министра одбране. Положај је имао шестогодишњи мандат и контролисао је сва војна именовања. У децембру 1945. године Аревало је био у саобраћајној несрећи због које је тешко повређен. Бојећи се војног удара, челници Странке револуционарне акције (ПАР) склопили су пакт с Араном, у којем је странка пристала да подржи његову кандидатуру на изборима 1950. године, у замену за обећање да ће се суздржати од државног удара.
Аранова подршка је почела тражити одбачену елиту, која се осећала угрожено Ареваловим реформама. Арана, који у почетку није ни помишљао да се бави политиком, почео је да даје повремене изјаве против владе. На парламентарним изборима у Гватемали, 1948. године подржао је бројне опозиционе кандидате, који су сви поражени. До 1949. године Национална странка обнове и ПАР били су отворено непријатељски расположени према Арани, док се мали фрагмент Народног ослободилачког фронта Гватемале одвојио да би га подржао. Левичарске партије су уместо тога одлучиле да подрже Арбенза, пошто су веровале да само војни официр може да победи Арану.
Арана је Аревалу издао ултиматум 16. јула 1949, захтевајући избацивање свих Арбензових присталица из кабинета и војске; запретио је државним ударом ако његови захтеви не буду испуњени. Аревало је обавестио Арбенза и остале напредне вође о ултиматуму, након којег су се сви сложили да Арану треба протерати. Два дана касније Аревало и Арана су имали још један састанак; на повратку, Аранов конвој пресрела је мала сила коју је предводио Арбенз. Уследила је пуцњава у којој су убијена три мушкарца, укључујући Арану. Аранове присталице у војсци побуниле су се, али су биле без вође и већ сутрадан су побуњеници затражили преговоре. Покушај државног удара оставио је око 150 мртвих и 200 рањених. Многе присталице Аране, укључујући Карлоса Армаса су протерани. Детаљи инцидента нису објављени.

## Председништво Арбенза

### Избори
Улога Арбенза као министра одбране већ га је учинила снажним кандидатом за председника, а његова чврста подршка владе током устанка 1949. године још више је повећала његов углед. Економски умерени Партидо де Интегридад Национал (ПИН) је 1950. године објавио да ће Арбенз бити његов председнички кандидат на предстојећим изборима. Овој најави су убрзо уследиле потврде већине левих страна, укључујући утицајни ПАР, као и синдикат. Арбенз је имао само неколико значајних изазивача у избора од десет кандидата. Један од њих био је Хорге Гарсија Гранадос, кога су подржали припадници горње и средње класе који су осетили да је револуција отишла предалеко. Други је био Мигуел Идигорас Фуентес, који је био генерал под Убиком и који је имао подршку тврдокорних противника револуције. Током своје кампање, Арбенз је обећао да ће наставити и проширити реформе започете у оквиру Аревала. Избори су одржани 15. новембра 1950, а Арбенз је освојио више од 60% гласова, на изборима који су били слободни и правични, осим изузетка неписмености женских гласача. Арбенз је инаугуриран за председника 15. марта 1951.

### Арбензова биографија
Арбенз је рођен 1913. године у породици средње класе у Швајцарској. Дипломирао је 1935. на Ескуела Политекници, националној војној академији Гватемале, са одличним оценама, а потом је постао официр у гватемалској војсци под Убиком. Као официр, и сам Арбенз је морао да се реши заробљених банди. Тај га је процес радикализирао и почео је да ствара везе са радничким покретом. Упознао се и оженио Мариом Виланова 1938. године. Мариа Виланова је такође била заинтересована за социјалну реформу и сама по себи је постала национална личност. Још један снажни утицај на њега имао је Хосе Мануел Фортини, познати гватемалски комуниста, који је био један од главних саветника за време његове владе.Згрожен Убиковим ауторитарним режимом, 1944. године он и његове колеге почели су заверу против владе. Када је Убико 1944. године поднео оставку, Арбенз је био сведок када је Понче Валдес застрашио конгрес да га именује председником. Изузетно увређен овим, Арбенз се заверио против Понче Валдеса и био је један од војних вођа државног удара који га је свргнуо, поред тога што је био један од ретких официра у револуцији који су формирали и одржавали везе са популарним цивилним покретом.

### Аграрна реформа
Највећа компонента Арбензовог пројекта модернизације био је његов закон о аграрној реформи. Арбенз је сам нацрт закона направио уз помоћ саветника укључујући неке вође комунистичке партије, као и некомунистичке економисте. Такође је тражио савет од бројних економиста из Латинске Америке. Предлог закона је био усвојен од стране Народне скупштине 17. јуна 1952. године, а програм је одмах ступио на снагу. Фокус програма био је на преношењу необрађене земље са великих власника земљишта на њихове сиромашне раднике, који ће тада моћи да покрену сопствену фарму. Арбенз је био такође је мотивисан да усвоји закон јер му је било потребно да прикупи капитал за своје јавне инфраструктурне пројекте у земљи. На захтев Сједињених Држава, Светска банка је одбила да одобри Гватемали зајам 1951. године, што је несташицу капитала пооштрило.
Службени наслов закона о аграрној реформи био је Уредба 900. Одузела је сву необрађену земљу са газдинстава која су била већа од 272 хектара. Ако су имања била величине између 90 и 271 хектар, необрађено земљиште је експроприрано само ако је било мање од две трећине површине. Власници су надокнађени државним обвезницама, чија је вредност била једнака одузетом земљишту. Вредност самог земљишта била је вредност коју су власници пријавили у својим пореским пријавама 1952. Редистрибуцију су организовали локални одбори који су укључивали представнике власника земљишта, радници и влада. Од скоро 350.000 приватних имања, само 1710 је било под утицајем експропријације.
До јуна 1954, 1,4 милиона хектара земље је било експропризирано и дистрибуирано. Отприлике 500.000 појединаца, односно шестина становништва, је добило земљу. Уредба је такође укључивала пружање финансијских кредита људима који су добили земљу. Национална аграрна банка („Банко Национал Аграрио“, или БНА) створена је 7. јула 1953, а до јуна 1954. године је платила више од 9 милиона долара малих кредита. 53.829 апликанта добило је у просеку 225 америчких долара, што је двоструко више од прихода Гватемале по глави становника. Куповина пољопривредних машина такође је повећана. БНА је развила репутацију високо ефикасне владине бирократије, а влада Сједињених Држава, највећи Арбензов одметник, није о томе ништа негативно рекла. Кредити су имали високу стопу отплате, а од $ 3.371.185 предат у периоду од марта до новембра 1953. године, $ 3.049.092 је враћено до јуна 1954. године Закон такође укључује одредбе за национализације путева које су прошле кроз земљиште поново, што у великој мери повећава повезаност руралних заједница.
Супротно предвиђањима владе, закон је довео до благог повећања пољопривредне продуктивности Гватемале и до повећања обрађених површина. Набавка пољопривредних машина такође је повећана. Свеукупно, закон је довео до значајног побољшања животног стандарда за хиљаде сељачких породица, од којих су већина били аутохтони људи. Историчар Пиеро Глеијесес изјавио је да су неправде које су исправљене законом далеко веће од неправде релативно малог броја произвољних заплена земље. Историчар Грег Грандин изјавио је да је закон у великој мери погрешан; између осталог, био је превише опрезан и одважан према садњацима, па је створио комуналне поделе међу сељацима. Ипак, представљао је темељни помак моћи у корист оних који су до тада били маргинализовани.

## United Fruit Company

### Историја
United Fruit Company је основана 1899. године спајањем две велике америчке корпорације. Нова компанија имала је велика имања на копну и железници широм Централне Америке, које је користила за подршку пословања извозника банана. До 1900. године то је већ био највећи светски извозник банана. Компанија је до 1930. године имала оперативни капитал од 215 милиона америчких долара и била је највећи власник земљишта и послодавац у Гватемали неколико година. Под Мануел Естрадом Кабрером и другим председницима Гватемале, компанија је добила низ концесија у земљи који су јој омогућили масовно ширење пословања. Ове уступке често су долазиле по цену пореског прихода за гватемалску владу. Компанија је подржала Хорхеа Убику у борби за лидерство која се догодила од 1930. до 1932. године, а након преузимања власти Убико је изразио спремност да створи нови уговор с компанијом. Овај нови уговор био је неизмерно повољан за компанију. Обухватао је 99-годишњи закуп огромног дела земљишта, изузеће од готово свих пореза и гаранцију да ниједна друга компанија неће добити било какав конкурентски уговор. Под Убиком, компанија није плаћала скоро никакве порезе, што је наштетило способности гватемалске владе да се носи са ефектима Велике депресије. Убико је тражио од компаније да плаћа својим радницима само 50 центи дневно, како би спречили остале раднике да захтевају веће плате. Компанија је такође виртуелно била у власништву Пуерто Бариосе, једине гватемалске луке у Атлантском океану, која омогућава компанији да зарађује од протока робе кроз луку.Годишњи профит компаније је до 1950. године износио 65 милиона америчких долара, двоструко више од прихода владе Гватемале.

### Утицај револуције
Због дуге повезаности са Убиковом владом, United Fruit Company (УФЦ) сматрана је препреком напретку гватемалских револуционара након 1944. Ову слику погоршала је дискриминаторна политика компаније према њеним обојеним радницима. Захваљујући свом положају највећег власника земљишта и послодаваца у земљи, реформе Аревалове владе утицале су на УФЦ више него друге компаније. Између осталог, закон о раду који је усвојила влада омогућио је штрајк радницима када њихови захтеви за већим платама и сигурности посла нису испуњени. Компанија је видела да је конкретно на мети реформи и одбила је да преговара са бројним групама штрајкача, упркос томе што често крши нове законе. Тешкоће везане за рад у компанији су се сложиле 1952. године када је Хакобо Арбенз донео декрет 900, закон о аграрној реформи. Од 550.000 хектара које је компанија поседовала, 15% је обрађено; остатак земље која је била у празном ходу спадала је у оквир закона о аграрној реформи.

### Лобистички напори
United Fruit Company одговорила је интензивним лобирањем чланова владе Сједињених Држава, што је навело многе америчке конгресмене и сенаторе да критикују владу Гватемале јер није заштитила интересе компаније. Влада Гватемале одговорила је рекавши да је та компанија главна препрека напретку у земљи. Амерички историчари приметили су да се „Гватемајчанима чинило да њихову земљу немилосрдно искориштавају страни интереси који су доносили огромне профите без икаквог доприноса благостању нације“.Влада је 1953. године експроприрала 200.000 хектара необрађеног земљишта, које је понудила компанији као компензацију у износу од 2,99 америчких долара на акру, двоструко више од оне коју је та компанија платила приликом куповине имовине. Већа експропријација догодила се убрзо након чега је укупна вредност достигла преко 400.000 хектара ; влада је понудила компензацију компанији по стопи по којој је УФЦ проценио њену имовину у пореске сврхе. То је резултирало даљњим лобирањем у Вашингтону, посебно путем државног секретара Џон Фостер Далеса, који је био у блиској вези с компанијом. Компанија је започела кампању за односе са јавношћу како би дискредитовала владу Гватемале; ангажовала је стручњака за односе са јавношћу, Едварда Бернајса, који се заједнички трудио да компанију неколико година представи жртвом владе Гватемале. Компанија је појачала своје напоре након што је 1958. године изабран Двајт Ајзеншовер. Они наручују истраживања о Гватемали од фирме за коју се зна да је неповерљива, а која је произвела извештај на 235 страница који је био веома оштар према гватемалској влади. Историчари су изјавили да је извештај препун "претеривања, застрашујућих описа и бизарних историјских теорија". Ипак, извештај је имао значајан утицај на конгресмене којима је упућен. Све у свему, компанија је потрошила више од пола милиона долара како би утицала на законодавце и на јавност у САД да је гватемалска влада била свргнута.

## Ција покренула државни удар

### Политичке мотивације
Поред лобирања United Fruit Company, неколико других фактора натерало је и Сједињене Државе да покрену пуч који је срушио Арбенза 1954. Током година гватемалске револуције, у неколико других централноамеричких земаља дошло је до војних удара који су донели анти-комунистичке владе на власт. Војни официр Оскар Осорио победио је на изборима у Ел Салвадору 1950, кубански диктатор Фулгенцио Батиста преузео је власт 1952. Хондурас, земља са највише поседа од стране United Fruit Company, којом је владала антикомунистичка влада приближила се Сједињеним Државама од 1932. Ова дешавања су створила напетост између осталих влада и Арбенза, што је погоршало Аревалову подршку Карибској Легији. Ова подршка је забринула и Сједињене Државе и новоформирану Централну обавештајну агенцију. Према америчком историчару Ричарду Имерману, током почетка хладног рата, САД и Ција су били склони претпоставити да су сви који су се томе противили били комунисти. Тако су, упркос забрани Аревалове комунистичке партије, важне личности у америчкој влади већ биле предиспониране да верују да су револуционарну владу инфилтрирали комунисти и да представља опасност за САД. Током година револуције, између владиних агенција САД објављено је неколико извештаја и меморандума који су ојачали ово веровање.

### Операција ПБФорчн
Иако је администрација Харија Трумана била уверена да су гватемалску владу прождирали комунисти, ослањала се на чисто дипломатска и економска средства како би покушала да смањи комунистички утицај, бар до краја мандата. Сједињене Државе одбиле су да продају оружје гватемалској влади после 1944. године; 1951. године почела је да блокира куповину оружја од стране Гватемале из других земаља. Године 1952. Труман је постао довољно уверен у претњу којом је Арбенз почео да планира прикривено свргавање, под називом Операција ПБФорчн. План је првобитно предложио диктатор Никарагве Анастасио Сомоза Гарсија, којег су подржавале САД, који је рекао да би могао, ако му дају оружје, свргнути гватемалску владу. Труман је дао Цијину дозволу да настави с планом, без обавештења државног секретаријата. Ција је послала оружје на брод у власништву United Fruit Company, а операцију су платили Рафаел Трухиљо и Маркос Перез Хименес, десни антикомунистички диктатори Доминиканске Републике и Венецуеле. Акцију је требао водити Карлос Кастиљо Армас међутим, амерички Стејт Департмент открио је заверу, а државни секретар Дин Ачесон наговорио је Трумана да прекине план.

### Операција ПБСаксес
У новембру 1952. године Двајт Д. Ајзенхауер изабран је за председника САД. Ајзенхауерова кампања укључивала је обећање за активнију антикомунистичку политику. Неколико личности из његове администрације, укључујући државног секретара Џон Фостер Далеса и његовог брата и директора Ције Алена Далеса, имало је блиске везе са United Fruit Company. Оба ова фактора су учинила да је Ајзенхауер предодређен за подршку свргавању Арбенза.
Цијина операција за свргавање Хакоба Арбенза, кодног назива Операција ПБСаксес, одобрена је од стране Ајзенхауера у августу 1953. године. Операцији је додељен буџет од 2,7 милиона долара за "психолошко ратовање и политичку акцију". Укупни буџет је процењен између 5 и 7 милиона долара, а у планирању је било запослено преко 100 агената Ције. Планирање Ције укључивало је састављање спискова људи у Арбензовој влади који ће бити атентирани ако би се државни удар извршио. Састављени су приручници о техникама убиства, а направљени су и спискови људи којима би се располагала хунта. Након разматрања неколико кандидата за вођење државног удара, укључујући Мигуела Идигораса Фуентеса, Ција је одлучила да то буде Карлос Кастиљо Армас. Амерички стејт департмент такође је започео кампању како би осигурао да друге земље неће симпатизирати владу Гватемале, повезујући је с комунизмом и Совјетским Савезом. До 1954. године, Арбенз је постао очајан због оружја и одлучио их је потајно набавити из Чехословачке, што би било први пут да је земља совјетског блока достављала оружје у Америку. Пошиљка овог оружја послужила је као последњи потицај за Цију да покрене свој државни удар.

### Инвазија
Дана 18. јуна 1954. Кастиљо Армас водио је конвој камиона који су преко Хондураса према Гватемали превозили 480 мушкараца. Оружје је стигло из Ције, која је такође обучавала људе у логорима у Никарагви и Хондурасу. Пошто је његова војска лоше пребродила гватемалску војску, Цијиним планом је било потребно да Кастиљо Армас остане унутар гватемалске границе, док је организовао психолошку кампању како би уверио гватемалске људе и владу да је победа Армаса била стварна. Ова кампања је укључивала употребу католичких свештеника за давање антикомунистичких проповедаоница, свргавање неколико градова помоћу авиона Ције и постављање морнаричке блокаде широм земље. Такође је укључивало пуштање летака авионом кроз земљу и спровођење радио емисије под називом "Глас ослобођења" у којој је објављено да ће гватемалски прогнаници које је водио Кастиљо Армас ускоро ослободити земљу.
Војна сила на челу са Кастиљом Армасом покушала је да крене ка градовима Закапи и Пуерто Бариосу; међутим, њих је гватемалска војска вратила. Цијина пропагандна мисија имала је далеко већи ефекат; успела је да гватемалског пилота поквари на дефект, што је довело до тога да је Арбенз приземљио целу ваздухопловну силу, страхујући од њеног пораза. Ција је такође користила своје летелице, које су возили амерички пилоти, да бомбардују градове Гватемале због психолошког ефекта. Када се установило да су стари авиони које је користила инвазијска сила неадекватни, Ције је наговорила Ајзенхауера да одобри употребу два додатна авиона. Гватемала је упутила апел Уједињеним нацијама, али САД су ставиле вето на истрагу инцидента од стране Савета безбедности, рекавши да је то била унутрашња ствар Гватемале.25. јуна, авион Ције бомбардовао је град Гватемалу, уништавајући главне владине резерве нафте. Уплашен тиме, Арбенз је наредио војсци да дистрибуира оружје локалним сељацима и радницима. Војска је то одбила, уместо тога је захтевала да Арбенз или одступи или се помири са Кастиљом Армасом.
Знајући да се не може борити без подршке војске, Хакобо Арбенз поднео је оставку 27. јуна 1954, предајући власт пуковнику Карлосу Енрикеу Диазу. Амерички амбасадор Џон Перфју тада је посредовао у преговорима вођеним у Ел Салвадору између војног руководства и Кастиљо Армаса, што је довело до тога да Армас буде укључен у владајућу војну хунту 7. јула 1954. године, а неколико дана касније именован је привременим председником. САД су нову владу признале 13. јула. Избори су одржани почетком октобра, на којима су све политичке странке биле забрањене да учествују, а Кастиљо Армас је био једини кандидат који је на изборима победио са 99% гласова. Међу исходима састанка у Салвадору био је планирани нови устав, који би повукао већину прогресивне реформе коју је донела револуција.

### Последице
Након државног удара, стотине сељачких вођа су погубљене. Историчар Грег Грандин изјавио је да „данас постоји општи консензус међу академским и гватемалским интелектуалцима да је 1954. година означила почетак онога што ће постати најрепресивнија држава на хемисфери“. Након државног удара и успоставе војне диктатуре, на селу је почео низ левичарских побуна, често са великим степеном народне подршке, што је покренуло грађански рат у Гватемали који је трајао до 1996. године. Највећи од тих покрета водила је Герилска војска сиромашних која је у свом највећем тренутку имала 270.000 припадника. У рату је убијено 200.000 цивила, а почињена су бројна кршења људских права, укључујући масакре цивилног становништва, силовања, ваздушна бомбардовања и присилни нестанци људи. Историчари процењују да је 93% ових кршења починила војска коју подржавају САД, која је обухватала геноцидну кампању спаљена земље против аутохтоног становништва Маја у 1980-им.